# Canaan (banda)
Canaan es una banda italiana de darkwave/ambient/metal gótico/doom metal que fue creada en enero de 1996 en Milán de las cenizas de Ras Algethi , banda seminal de doom metal en Italia.
El estilo de Canaan es difícil de clasificar, un doom metal oscuro y melancólico con una fuerte matriz ambiente oscuro. Las letras son en su mayoría en Inglés, de vez en cuando con algunas canciones en italiano, a excepción de los álbumes Contro.Luce de 2010 y Il giorno dei campanelli de 2016 que se cantan en su totalidad en italiano.
El grupo está dirigido por el cantante Mauro Berchi que, además de ser uno de los primeros en Italia proponer el funeral doom metal con Ras Algethi es también periodista para: Ritual. publicó en 2006 en nombre Neronoia, dividida proyecto paralelo a la mitad con Gianni Pedretti conocida como Colloquio , el álbum Un mondo in me y dos años más tarde, Il rumore delle cose

## Formación
- Mauro Berchi (Voz/Bajo/Guitarra/Samples)
- Luca (Teclados/Bateria/Samples)
- Nico (Bajo/Samples)
- Andrea (Batería/Samples)
- Matteo (Guitarra)

## Discografía
- 1996 - Blue Fire (Eibon Records)
- 1998 - Walk Into My Open Womb (Eibon Records)
- 2000 - Brand New Babylon (Eibon Records/Prophecy Productions)
- 2002 - A Calling to Weakness (Eibon Records)
- 2005 - The Unsaid Words (Eibon Records)
- 2010 - Contro.Luce (Eibon Records)
- 2012 - Of Prisoners, Wandering Souls and Cruel Fears (Eibon Records)
- 2016 - Il giorno dei campanelli (Eibon Records)

## Discografía de Neronoia
- 2006 - Un mondo in me (Eibon Records)
- 2008 - Il rumore delle cose (Eibon Records)
- 2013 - Sapore di Luce e di Pietra (Eibon Records)
- 2015 - Mi piaceva una vita (Eibon Records)